# Geraberg
Geraberg é uma vila e antigo município da Alemanha localizado no distrito de Ilm-Kreis, estado da Turíngia.  Geraberg é a sede do Verwaltungsgemeinschaft de Geratal. Desde 1 de janeiro de 2019, forma parte do município de Geratal.

## Demografia
Evolução da população:
| - 1515 - ~ 300 - 1650 - ~ 350 - 1816 - 795 - 1850 - 1.220 - 1871 - 1.536 - 1910 - 2.482 - 1932 - 2.950 - 1938 - 3.069 - 1970 - 3.301 - 1977 - 3.130 - 1987 - 2.800 - 1994 - 2.505 | - 1995 - 2.531 - 1996 - 2.586 - 1997 - 2.634 - 1998 - 2.662 - 1999 - 2.671 - 2000 - 2.638 - 2001 - 2.635 - 2002 - 2.610 - 2003 - 2.601 - 2004 - 2.586 - 2005 - 2.580 |

 Fonte a partir de 1994: Thüringer Landesamt für Statistik